# Gnetum hainanense
Gnetum hainanense är en kärlväxtart som beskrevs av Ching Yung Cheng, L.K.Fu, Y.F.Yu och Michael George Gilbert. Gnetum hainanense ingår i släktet Gnetum och familjen Gnetaceae. Inga underarter finns listade i Catalogue of Life.